# Confine tra Sudan e Sudan del Sud
Il confine tra il Sudan e il Sudan del Sud ha una lunghezza di 2158 km e va dal triplice confine con la Repubblica Centrafricana a ovest, fino al triplice confine con l'Etiopia a est.

## Geografia
Il confine tocca quattro governatorati del Sudan del Sud (Bahr al-Ghazal Occidentale, Bahr al-Ghazal Settentrionale, Warrap, Unità e Alto Nilo) e cinque stati del Sudan (Darfur Meridionale, Kordofan Meridionale, Nilo Bianco, Sennar e Nilo Azzurro).

## Storia
La linea di demarcazione tra i due paesi rappresentava un confine amministrativo interno del Sudan fino all'indipendenza del Sudan del Sud e si rifà alla delimitazione stabilità al 1º gennaio 1956, data dell'indipendenza del Sudan dalla Gran Bretagna. L'area dell'odierno Sudan del Sud corrispondeva alle tre province storiche del Sudan anglo-egiziano: Bahr el-Ghazal, Equatoria e Alto Nilo. Durante questo periodo furono costruiti nelle prime fasi i confini provinciali senza alcuna consapevolezza delle tipicità geografiche e demografiche del territorio. Dagli anni '20 in poi, la Gran Bretagna amministrò il Sudan utilizzando i capi tribali locali e la base del dominio indiretto coloniale si caratterizzava nel richiedere ai membri di una particolare tribù di vivere esclusivamente all'interno di un territorio tribale riservato. Di conseguenza, i gruppi etnici sudsudanesi vivevano solo nei territori a loro riservati e non potevano migrare in altre parti del condominio. L'amministrazione nativa, basata sulla legge tradizionale, stabilì una divisione di fatto tra le popolazioni musulmane e non musulmane. Pertanto a partire dagli anni '50 le forze ribelli sudsudanesi rivendicarono una maggiore autonomia e rappresentanza, basandosi sulla diversità etnico-culturale fra il nord, arabo e musulmano, e il sud, a maggioranza cristiano-animista. 
Dopo l'indipendenza del Sudan e la prima guerra civile sudanese, venne costituita nel 1972 la regione autonoma del Sudan del Sud, che fu poi abolita nel 1983. Di conseguenza scoppiò la seconda guerra civile sudanese, che si concluse con l'accordo di Naivasha del 2005 che ha concesso ai dieci stati del Sudan del Sud l'autonomia politica all'interno della Repubblica del Sudan. Questa autonomia ha poi portato alla piena indipendenza del Sudan del Sud approvata tramite un referendum nel 2011.

## Dispute territoriali
Lungo il confine ci sono i seguenti contenziosi:
- Abyei, dal 31 agosto 2008 sotto amministrazione congiunta Sudan-Sudan del Sud tramite l'Abyei Area Administration[5].
- Heglig, tuttora amministrata dal Sudan.
- Kafia Kingi, tuttora amministrata dal Sudan.
- Jodha, tuttora amministrata dal Sudan del Sud.
- Kaka, tuttora amministrata dal Sudan del Sud.